# Kraton (Palast)

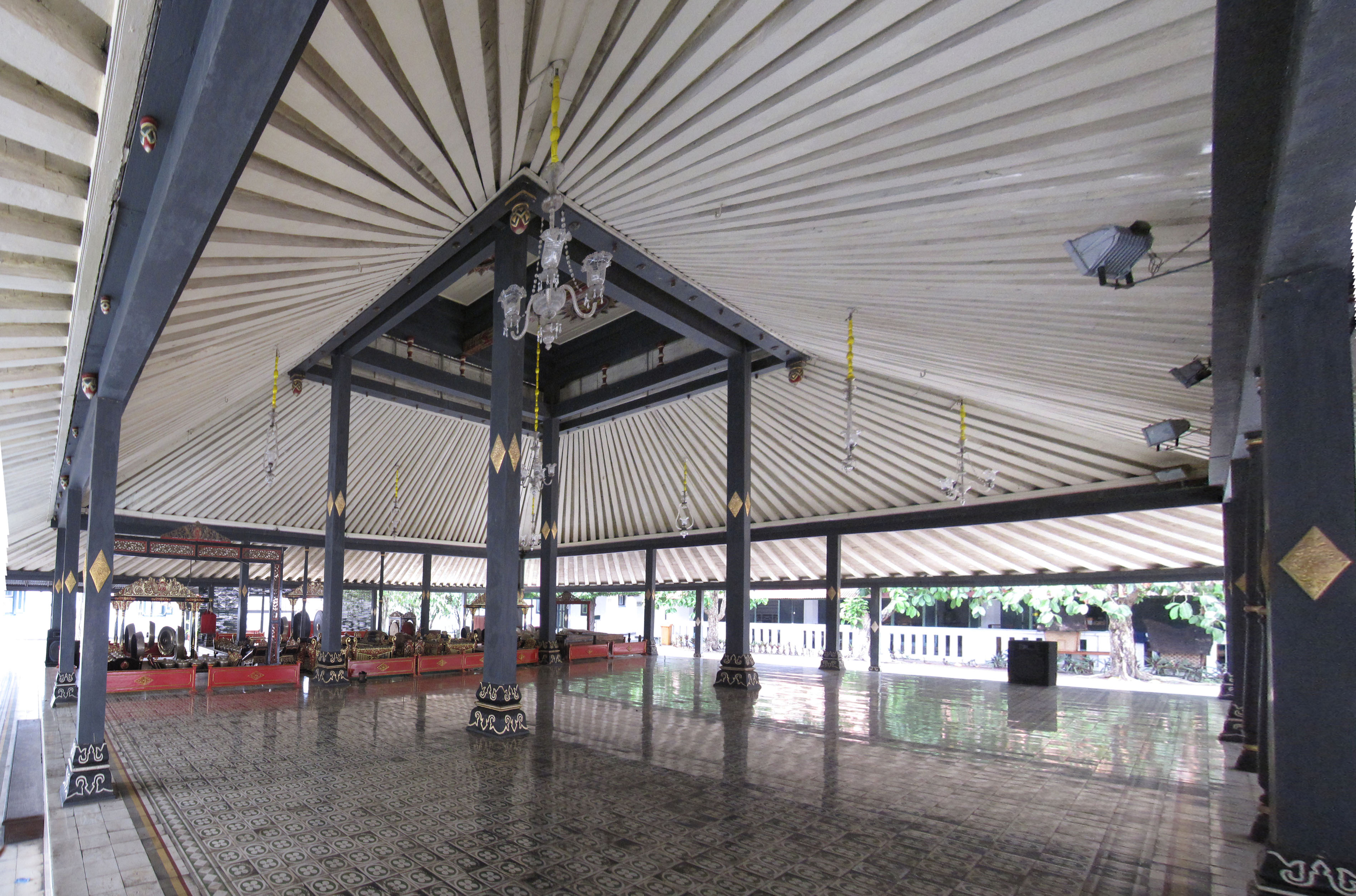
Pendopo (Pavillon) im Kraton von Yogyakarta

Ein Kraton ist eine Palastanlage für einen Sultan oder Raja in Indonesien. Die alten Sultanspaläste sind heutzutage teils Touristen-Attraktionen, teils werden sie immer noch von den Sultanen als Wohnsitz genutzt.
Das allgemeine Wort für „Palast“ auf Indonesisch und Malaiisch ist Istana. Für die Touristenattraktionen werden die Palastanlagen als „Kraton von Yogyakarta“ und ähnlich angesprochen, jedoch werden die Paläste gemäß der javanischen oder malaiischen Höflichkeitsformen mit ihren vollen Namen genannt, wenn von ihnen gesprochen oder über sie geschrieben wird.

## Einzelne Paläste
Sehr bekannt ist der Kraton Maimun in Medan auf Sumatra, in dem sich unter anderem aus der Sammelleidenschaft seines letzten fürstlichen Bewohners eine umfangreiche Sammlung mechanischer Musikautomaten befindet.
In der Region von Yogyakarta gibt es den „Kraton Ngayogyakarta Hadiningrat“ (den Palast der Könige Hamengkubuwono I bis X) und den „Puro Pakualaman“ (Palast von Pakualam). Er ist an Wochenenden für kulturelle Veranstaltungen geöffnet: Gamelan und Wayang Kulit.
In Surakarta sind bemerkenswerte Paläste der „Kraton Surakarta Hadiningrat“ (Palast von Pakubuwono II bis IX) und der „Puro Mangkunegaran“.
In Karta und Plered gibt es Reste von Palästen aus dem 16. Jahrhundert, und in Kota Gede sogar Reste aus den Jahren um 1500.
In Cirebon (auf West-Java) gibt es den „Kraton Kasepuhan“ von Cirebon, den „Kraton Kanoman“ von Cirebon und den „Kraton Kacirebonan“, die von rivalisierenden Fürstenfamilien und Dynastien bewohnt wurden.

## Erweiterter Wortgebrauch
Der Ausdruck "Kraton" (Palast) wird auch als Synonym für "Gericht" gebraucht, das in alten Zeiten im Palast abgehalten wurde und dem der Sultan vorsaß.
Dies ist insbesondere dort der Fall, wo die Königs- oder Fürstennachfolge kontrovers diskutiert wurde, wenn es nämlich zwei oder mehr Zweige einer Dynastie gab, die jeder ein eigenes Gericht etablierten, während sie um die Macht im gleichen Staat kämpften, jedoch meist nur einen Teil dessen kontrollierten.
Ein Beispiel ist der west-javanische Staat von Cirebon, der 1478 gegründet wurde und seit 1662 von vier Kratons aus regiert wurde:
1. Kraton Kasepuhan, als Sultans-Sitz dienend
2. Kraton Kanoman, Sultans-Sitz
3. Kraton Kaprabonan, Sitz eines Panembahan (Fürstensitz, rangniedriger als ein Sultan)
4. Kraton Kacirebonan, Sultans-Sitz

## Der Kraton von Denpasar auf Bali
Eine besondere Rolle spielt der Kraton des ehemaligen Fürstentums Denpasar auf Bali: er ist Schauplatz des literarisch beschriebenen Puputan, des Weltuntergangs nach malaiischer Ehrauffassung, in der Form eines kriegerischen Massenselbstmordes, sich einer militärischen Übermacht als menschliche Welle entgegenzuwerfen. Vicky Baum beschrieb diese Auseinandersetzungen zur Zeit der Ausweitung holländischer Kolonialherrschaft um 1900 in ihrem Buch "Liebe und Tod auf Bali". Diese Palastanlage ist der Öffentlichkeit allerdings nicht zugänglich, da sie weiterhin von einem "geheimen" Raja bewohnt wird: Die örtliche Tradition eines Fürsten wird noch erhalten bzw. geduldet, jedoch möchte die Regierung Indonesiens die alten Fürstentümer vergessen machen und gesteht ihren Repräsentanten keinen öffentlichen Einfluss mehr zu. Daher leben die wenigen Rajas und Sultane Indonesiens nunmehr seit Jahrzehnten bzw. seit Sukarnos Revolution zurückgezogen und arbeiten teils in Privatberufen, z. B. als Hotelier, indem sie ihre Palastanlagen umbauen ließen.

## Paläste der Könige Malaysias
Ganz im Gegensatz hierzu die Sultane und Rajas in Malaysia: sie bilden Identifikations-Pole der muslimischen Bevölkerung und sind auch wirtschaftlich von großer Bedeutung: ihnen gehören die meisten Holz-Konzessionen der malaiischen Halbinsel. Dementsprechend prachtvoll sind ihre Wohnsitze ausgestattet – Kratons zumeist zur Besichtigung nur von außen. Sieben der dreizehn Bundesstaaten Malaysias haben einen Sultan oder Raja, u. a. Selangor, Johor Bahru, Perlis, Kelantan, Terengganu und Kedah. Der Palast des früheren Sultans von Malakka auf einem Hügel neben dem Hafen ist heute ein Museum der Stadtgeschichte Malakkas.

## Borneo
Eine Sonderrolle hat auf Borneo der Kraton bzw. Istana des Sultans von Brunei in Bandar Seri Begawan inne: Er ist Wohnsitz des Sultans Hassan al Bolkiah, der zu den reichsten Menschen der Erde gehört.